# Gilbert Tribo
Johan Gilbert Mikael Tribo, född 26 juni 1972, är en liberal politiker och regionråd i Region Skåne. Gilbert var regionråd 2006–2014. Därefter har han varit gruppledare för Liberalerna i Region Skåne.
Efter valet 2018 är han gruppledare för Liberalerna samt ordförande i hälso- och sjukvårdsnämnden samt ledamot i nämnden för nationell högspecialiserad vård. Sedan 2022 är Gilbert Tribo regionråd och 1:e vice ordförande i Regionstyrelsen i Region Skåne. 
Han är även ersättare i kommunfullmäktige för Kristianstad.

## Uppdrag iRegion Skåne
- Regionråd
- 1:e vice ordförande i regionstyrelsen
- Ledamot i regionfullmäktige
- Ledamot i regionstyrelsen
- Ledamot i regionstyrelsens arbetsutskott